# Дёмкин, Никита Ефимович
Никита Ефимович (Егорович) Дёмкин (?—1941) — рабочий-каменщик, один из первых строителей Бобриковского (Сталиногорского) химкомбината.

## Биография
В 1929 году приехал с сыном в Бобрики (ныне город Новомосковск Тульской области). Вместе со своей бригадой Н. Е. Дёмкин работал на южном участке строительства химического комбината, клал печи бараков, стены цехов. Стал известен тем, что в его бригаде давали рекордно высокие нормы кладки кирпича — выполняли план не меньше чем на 150 %: в частности, сын давал 160—170 %, а сам Никита Егорович — не менее двух норм кладки кирпича. 20 мая 1930 года был удостоен высокой чести заложить первый кирпич на строительстве химкомбината. В начале 1930-х годов вступил в ВКП(б).
В 1933 году за свой ударный труд был награждён орденом Ленина, кроме того 15 раз премирован. Входил в состав делегации, направленной в Москву к народному комиссару тяжёлой промышленности Серго Орджоникидзе по случаю ввода в эксплуатацию первой очереди химического комбината. Отмечается, что, пожав всем руки, нарком заговорил в первую очередь со старшим по возрасту — Н. Е. Дёмкиным, а 23 декабря 1933 года, когда правительственный поезд прибыл на станцию Маклец, Дёмкин лично преподнёс Орджоникидзе цветы.
Погиб при авиабомбардировке территории химкомбината в 1941 году (по другим данным — в 1942 году).

## Награды
- Орден Ленина (22 декабря 1933[1])

## Память
В его честь названа улица в Урванском микрорайоне города Новомосковска, на доме № 1 установлена памятная доска. В музее АК «Азот» имеется экспозиция, посвящённая Никите Ефимовичу.